# رامون ميندوزا
رامون ميندوزا (بالإسبانية: Ramón Mendoza)‏ ( ولد 18 أبريل 1927 في مدريد، إسبانيا - توفي 4 أبريل 2001 في ناسو, جزر البهاما) محامي ورجل أعمال إسباني، اشتهر عندما كان رئيساً لنادي ريال مدريد خلال الفترة من 1985 حتى 1995.
وتعتبر فترة رئاسته الممتدة لعشر سنوات ثاني أطول مدة لرئيس لريال مدريد بعد سانتياغو بيرنابيو. وخلال فترته استطاع فريق كرة القدم الفوز بـ6 ألقاب للدوري (5 منها على التوالي) ، وكأسين للملك وبطولة كأس الاتحاد الأوروبي و3 كؤوس سوبر إسبانية.